# Österreichischer Museumspreis
Der Österreichische Museumspreis wird seit 1988 vom Bundesministerium für Unterricht, Kunst und Kultur vergeben.
Der Hauptpreis ist mit 20.000 Euro dotiert, der Förderungspreis mit 10.000 Euro und ein allfälliger Würdigungspreis mit 5.000 Euro (2013).

## Preisträger
| Jahr | Hauptpreis                                                       | Förderungspreis                                                            | Würdigungspreis                                       | Anerkennungspreis |
| ---- | ---------------------------------------------------------------- | -------------------------------------------------------------------------- | ----------------------------------------------------- | --- |
| 1988 | Museum Lauriacum                                                 |                                                                            |                                                       | Oberösterreichische Landesmuseen – Wasserleitungsmuseum Wildalpen - |
| 1989 | Waldbauernmuseum Gutenstein                                      |                                                                            |                                                       | Lebendes Textilmuseum Groß-Siegharts – Heimatmuseum Bramberg |
| 1990 | Haus der Natur Salzburg                                          |                                                                            |                                                       | Moor- und Torfmuseum Heidenreichstein – Hinterglasmuseum Sandl |
| 1991 | Jüdisches Museum Hohenems                                        |                                                                            |                                                       | Stadtmuseum Judenburg – Lavanttaler Obstbaumuseum |
| 1992 | Museum der Begegnung in Schmiding/Wels                           |                                                                            |                                                       | Museumsdorf Niedersulz – Museumsverein Festung Kniepass |
| 1993 | Museum 1915–18                                                   |                                                                            |                                                       | Erlauftaler Feuerwehrmuseum – Heimatkundliches Museum Sankt Gilgen |
| 1994 | Augustinermuseum Rattenberg                                      |                                                                            |                                                       | Heimatmuseum Kautzen – Urzeitmuseum Nußdorf ob der Traisen |
| 1995 | Salzburger Freilichtmuseum                                       |                                                                            |                                                       | Stadtmuseum Wiener Neustadt – Heimat- und Landlermuseum ? |
| 1996 | Glockenmuseum Grassmayr                                          |                                                                            |                                                       | Klostertal-Museum – Museum Franz Schubert und sein Freundeskreis im Schloss Atzenbrugg für das Projekt Kupelwieser Gedenkausstellung                                                                       |
| 1997 | Landtechnisches Museum Sankt Michael im Burgenland               |                                                                            |                                                       | Heimatmuseum Mariazell – Das Museum im Ledererhaus |
| 1998 | Ars Electronica Center                                           |                                                                            |                                                       | Kultur. Gut. Oberes Mühlviertel – Steirisches Holzmuseum |
| 1999 | Museum für Volkskultur (Spittal an der Drau)                     |                                                                            |                                                       | Bezirksmuseum Meidling – Haus der Völker |
| 2000 | Sammlung Essl in Klosterneuburg                                  |                                                                            |                                                       | Museum im alten Zeughaus in Bad Radkersburg, Stadtmuseum Dornbirn in Dornbirn |
| 2001 | Festungsmuseum Hohensalzburg des Salzburg Museum                 |                                                                            |                                                       | Stadtmuseum Wels in Wels, Europäisches Museum für den Frieden in Stadtschlaining |
| 2002 | Haus der Musik in Wien                                           |                                                                            |                                                       | Museum der Stempel und Siegel Wels in Wels, Stahlstadtmuseum Ternitz in Ternitz, Museum Pfeilburg in Fürstenfeld                                                                                           |
| 2003 | Landesmuseum Niederösterreich in St. Pölten                      |                                                                            |                                                       | Jenbacher Museum in Jenbach, Burgenländisches Geschichte(n)haus in Bildein |
| 2005 | Stift Admont in Admont                                           | Keltenmuseum Hallein in Hallein, inatura in Dornbirn                       | Österreichisches Filmmuseum in Wien                   | |
| 2007 | Salzburg Museum in Salzburg                                      | Museum für Baukultur Neutal – MUBA, Burgenland                             | Jagdmuseum Schloss Stainz                             | Kleines Sanitärmuseum in Leibnitz |
| 2009 | Alpenverein-Museum in Innsbruck                                  | Römermuseum am Hohen Markt des Wien Museum in Wien                         | Museum Mechanische Klangfabrik in Haslach an der Mühl | Dorfmuseum Mönchhof in Mönchhof, Museum Humanum in Fratres in Waldkirchen an der Thaya |
| 2011 | Museum Liaunig in Neuhaus                                        | MUSA Museum Startgalerie Artothek in Wien                                  | Österreichisches Papiermachermuseum in Steyrermühl    | Evangelisches Diözesanmuseum Fresach in Fresach, Museum im Lavanthaus in Wolfsberg, Höchstgelegene Automobilausstellung der Welt in Salzburg, KunstHausWien Museum Hundertwasser in Wien, Rapideum in Wien |
| 2014 | Webereimuseum im Textilen Zentrum Haslach in Haslach an der Mühl | Stollen der Erinnerung unter dem Schloss Lamberg im Stadtzentrum von Steyr | Jüdisches Museum Wien                                 | GrazMuseum, Porzellanmuseum im Augarten, Wilhelmsburger Geschirr-Museum |
| 2016 | vorarlberg museum                                                |                                                                            |                                                       | |
| 2017 | Frauenmuseum Hittisau                                            |                                                                            |                                                       | |
| 2019 | Museum Arbeitswelt Steyr                                         |                                                                            |                                                       | |
| 2020 | Dom Museum Wien                                                  |                                                                            |                                                       | |
| 2021 | Ötztaler Museen                                                  |                                                                            |                                                       | |
| 2022 | Jüdisches Museum Hohenems                                        |                                                                            |                                                       | |
| 2023 | Sigmund Freud Museum                                             |                                                                            |                                                       | |
| 2024 | Graz Museum                                                      |                                                                            |                                                       | |
| 2025 | Nordico Linz                                                     |                                                                            |                                                       | |